# Головне управління Генерального штабу ЗС Російської Федерації
Головне́ управлі́ння Генера́льного шта́бу Збройних сил Російської Федерації (ГУ ГШ ЗС РФ, рос. Главное управление Генерального штаба Вооружённых сил Российской Федерации), до 2010 року — Головне́ розві́дувальне управлі́ння Генера́льного шта́бу (ГРУ, ГРУ ГШ, рос. Главное разведывательное управление Генерального штаба Российской Федерации) — центральний орган управління військової розвідки в Збройних силах Радянського Союзу та (з 1992) Російської Федерації.
Було частиною армії і безпосередньо підпорядковувалося міністерству оборони. Вело розвідку в інтересах міністерства оборони за кордоном. У мирний час діяла на території Радянського Союзу. У воєнний час виконувало функції контррозвідки на окупованих радянськими військами територіях (дивись «СМЕРШ»).

## Історія

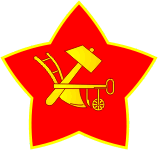
Емблема РВР РСЧА

У листопаді 1918 р. Революційна військова рада Республіки (РВРР) затвердив штат Польового штабу РВРР, у структуру якого входило Реєстраційне управління з функціями координації зусиль розвідувальних органів — підрозділів РСЧА і підготовки розвідувальної інформації для Польового штабу РСЧА. Реєстраційне управління стало першим центральним органом військової агентурної розвідки РСЧА і першим центральним органом військової контррозвідки. Оскільки секретний наказ Реввійськради РРФСР № 197/27 про штат Польового штабу (включаючи штат Регіструпра) був датований 5 листопада 1918 р., цей день уважається днем народження радянської (а тепер і російської) військової розвідки. Першим начальником військової розвідки був Аралов Семен Іванович.
У лютому 1921 р. з метою створення єдиного органу управління збройними силами Польовий штаб РВРР був об'єднаний з ВсеРосГлавШтабом у Штаб РСЧА. Регіструпр увійшло до складу новоутвореного органу.
У квітні 1921 р. Реєстраційне управління було перетворено в Розвідувальне управління Штабу РСЧА (РозвідУпр) з включенням у нього відділу військової розвідки. У відповідному Положенні визначалося, що дана структура є центральним органом військової розвідки, як у воєнний, так і в мирний часи.
У 1921—1925 рр. Розвідупр здійснювало так звану «активну розвідку» — керувало діями прорадянських партизанських загонів на територіях сусідніх з Радянською Росією та СРСР держав.
У листопаді 1922 р. розвідувальне управління Штабу РСЧА було реорганізовано в Розвідувальний відділ Управління 1-го помічника начальника Штабу РСЧА з істотним звуженням функцій і скороченням штатної чисельності.
У 1924 р. Розвідувальне управління Штабу РСЧА було відтворене.
У вересні 1926 р. Розвідувальне управління Штабу РСЧА було перейменоване в IV Управління Штабу РСЧА.
У серпні 1934 р. IV Управління Штабу РСЧА було перейменоване в Інформаційно-статистичне управління РСЧА, яке в свою чергу було в листопаді 1934 р. перейменовано в Розвідувальне управління РСЧА (безпосередньо підпорядковане Наркому оборони).
У травні 1939 р. Розвідувальне управління РСЧА перетворено в 5-е Управління Наркомату оборони СРСР.
У липні 1940 р. 5-е Управління було знову передано у підпорядкування Генштабу і отримало назву «Розвідувальне управління Генерального штабу Червоної Армії».
16 лютого 1942 р. наказом Наркома оборони СРСР Розвідувальне управління Генштабу Червоної Армії було реорганізовано в Головне розвідувальне управління Генерального штабу з відповідною зміною структури та штатної чисельності:

Наказ про реорганізацію Розвідувального управління Генерального штабу В Головне розвідувальне управління Генерального штабу Червоної Армії № 0033 16 лютого 1942 р.

1. Реорганізувати Розвідувальне управління Генерального штабу Червоної Армії в Головне розвідувальне управління Генерального штабу Червоної Армії.

2. Призначити: Заступником начальника Генерального штабу Червоної Армії, він же начальник Головного розвідувального управління генерал-майора танкових військ Панфілова А. Н.. Військовим комісаром Головного розвідувального управління Генерального штабу Червоної Армії бригадного комісара Ілічова І. І.

3. Головне розвідувальне управління Генерального штабу Червоної Армії мати у складі:

1-е Управління (агентурне) з відділами:

1-й відділ (Німецький)

2-й відділ (Європейський)

3-й відділ (Далекосхідний)

4-й відділ (Близькосхідний)

5-й відділ (Диверсійний)

6-й відділ (фронтової, армійської і окружний розвідки)

7-й відділ (оперативної техніки)

8-й відділ (агентурного зв'язку і радіорозвідки)

2-е Управління (інформаційне) з відділами:

1-й відділ (Німецький)

2-й відділ (Європейський)

3-й відділ (Далекосхідний)

4-й відділ (Близькосхідний)

5-й відділ (редакційно-видавничий)

6-й відділ (військовий інформації)

7-й відділ (дешифрувальний)

Відділи Головного розвідувального управління Генерального штабу Червоної Армії:

політичний

зовнішніх відносин

спеціального зв'язку

спеціальних завдань

кадрів

військової цензури

Контрольно-фінансовий

Матеріально-технічного забезпечення.

4. Реорганізацію закінчити до 20 лютого 1942 р.

Народний комісар оборони СРСР Й. Сталін

23 жовтня 1942 р. наказом Наркома оборони СРСР Головне розвідувальне управління було переведено з підпорядкування Генеральному штабу в пряме підпорядкування Наркому оборони. На ГРУ покладалося ведення всієї агентурної розвідки і диверсійної діяльності, як за кордоном, так і на окупованій території СРСР. Одночасно в складі Генштабу було сформовано Управління військової розвідки Генштабу, яке керувало роботою фронтових розвідувальних органів і військовою розвідкою. Ведення агентурної розвідки у знову сформованому управлінні було заборонено. Такий поділ функцій між двома розвідувальними службами швидко показало свою неефективність. Наказом Наркома оборони від 19 квітня 1943 р. Управління військової розвідки Генштабу було перейменоване в Розвідувальне управління Генштабу, і йому було передано керівництво агентурною роботою і диверсійною діяльністю на окупованій території СРСР. ГРУ Наркомату оборони СРСР зберегло за собою лише ведення агентурної розвідки за кордоном.
У червні 1945 р. ГРУ Наркомату оборони СРСР і РУ Генерального штабу були знову об'єднані в Головне розвідувальне управління Генерального штабу Червоної Армії.
У вересні 1947 р. у зв'язку з реорганізацією розвідувальних служб СРСР ГРУ Генштабу було скасовано. Більшість його функцій і співробітників було передано до складу нещодавно утвореного Комітету інформації, який об'єднав в одній структурі військову і політичну (розвідка МДБ СРСР) розвідслужби. Для керівництва залишеними у складі Збройних сил органами військової розвідки була створена відносно невелика Розвідувально-диверсійна служба.
У січні 1949 р. у зв'язку з поверненням функцій з керівництва військовою розвідкою Міністерству збройних сил СРСР було відновлене Головне розвідувальне управління Генерального штабу Збройних сил СРСР.
У 1992 р. ГРУ Генерального штабу Збройних сил СРСР увійшло до складу Генерального штабу Збройних Сил Російської Федерації.
ГРУ відігравало активну роль у російському вторгненні в Україну. Здійснювало активну розвідувальну та диверсійну роботу в Україні.

## Керівники ГРУ
1. Аралов Семен Іванович (1918 р. — 1919 роки)
2. Гусєв Сергій Іванович (1919 р., червень-грудень)
3. П'ятаков Георгій Леонідович (1920, січень-лютий)
4. Ауссем Володимир Християнович (1920 р., лютий-червень)
5. Лєнцман Ян Давидович (1920 р. — 1921 р.)
6. Зейбот Арвид Янович (1921 р. — 1924 р.)
7. Берзін Ян Карлович (1924 р. — 1935 р.)
8. Урицький Семен Петрович (1935 р. — 1937 р.)
9. Берзін Ян Карлович (1937 р.)
10. Ґєндін Семен Григорович (в.о. вересень 1937 р. — жовтень 1938 р.)
11. Орлов Олександр Григорович (в. о. жовтень 1938 р. — 1939 р.)
12. Проскуров Іван Йосипович (1939 р. — 1940 р.)
13. Голіков Пилип Іванович (1940 р. — 1941 р.)
14. Панфілов Олексій Павлович (1941 р. — 1942 р.)
15. Іллічов Іван Іванович (1942 р. — 1945 р.)
16. Кузнєцов Федір Федотович (1945 р. — 1947 р.)
17. Трусов Микола Михайлович (1947 р. — 1949 р.)
18. Захаров Матвій Васильович (1949 р. — 1952 р.)
19. Шалін Михайло Олексійович (1952 р. — 1956 р.)
20. Штеменко Сергій Матвійович (1956 р. — 1957 р.)
21. Шалін Михайло Олексійович (1957 р. — 1958 р.)
22. Сєров Іван Олександрович (1958 р. — 1963 р.)
23. Івашутін Петро Іванович (1963 р. — 1986 р.)
24. Міхайлов Владлен Михайлович (1986 р. — 1991 р.)
25. Тімохін Євген Леонідович (1991 р. — 1992 р.)
26. Ладигін Федір Іванович (1992 р. — 1997 р.)
27. Корабельніков Валентин Володимирович (1997 р. —2009 р.)
28. Шляхтуров Олександр Васильович (2009 р. — 2011 р.)
29. Сергун Ігор Дмитрович (2011 р. — 2016 р.)
30. Коробов Ігор Валентинович (2016 р. — 2018 р.)
31. Костюков Ігор Олегович (з грудня 2018)[7][8].

## Заступники начальника ГРУ
- Артузов Артур Християнович (1934—1937 рр.)
- Мамсуров Хаджи-Умар Джіорович — генерал-полковник, перший заступник (1957—1968 рр.)
- Юрій Гусєв — генерал-полковник, перший заступник з січня 1986 р. до загибелі в автокатастрофі в 1992 р.
- Іванов Юрій Євгенович — генерал-майор (2006—2010 рр.).

## Штаб-квартира
Раніше штаб-квартира ГРУ розташована була в Москві в районі Ходинського поля, на Хорошевському шосе, де будинок № 76 (трохи в глибині кварталу). Будівництво штаб-квартири, що являє собою комплекс споруд загальною площею близько 70 тисяч м², всередині якого є ситуаційний центр, командний пункт, спортивний комплекс і басейн, було завершено восени 2006 року. Нова штаб-квартира розташована на вул. Гризодубової в м. Москва. Вартість будівництва склала 9,5 млрд руб..
Буквально в 100 метрах на північ від нової будівлі розташована і стара споруда, так званий «Акваріум».

## Структура ГРУ
Протягом історії свого існування структура ГРУ пережила кілька переформувань. У нинішньому вигляді, згідно відкритих і доступних джерел, структура ГРУ являє собою 13 основних управлінь та 8 допоміжних відділів з управліннями.
Основні управління:
- Перше Управління — країни Європейської співдружності (крім Великої Британії)
- Друге Управління — країни Північної і Південної Америки, Велика Британія, Австралія, Нова Зеландія
- Третє Управління — країни Азії
- Четверте Управління — країни Африки
- П'яте Управління — управління оперативної розвідки
- Шосте Управління — управління радіотехнічної розвідки
- Сьоме Управління — НАТО
- Восьме Управління — диверсійний (спецприз  «СП» — рос. спецназ, СпН)
- Дев'яте Управління — управління військових технологій
- Десяте Управління — управління військової економіки
- Одинадцяте Управління — управління стратегічних доктрин і озброєння
- Управління Дванадцять-біс — інформаційна війна

Допоміжні управління та відділи:
- Управління космічної розвідки
- управління кадрів
- Оперативно-технічне Управління
- Адміністративно-технічне Управління
- Управління зовнішніх відносин
- Архівний відділ
- Інформаційна служба

Загальна військова підготовка офіцерів ГРУ здійснюється в Новосибірському вищому військовому командному училищі, за спеціальностями:

- застосування підрозділів військової розвідки
- застосування підрозділів спеціальної розвідки

Спеціальна підготовка офіцерів ГРУ здійснюється в Академії ГРУ (Військово-дипломатична академія Міністерства оборони Російської Федерації). Підготовка здійснюється на трьох основних факультетах:

- Факультет стратегічної агентурної розвідки
- Факультет агентурно-оперативної розвідки
- Факультет оперативно-тактичної розвідки
- Інститут (філія Академії) ГРУ (м. Череповець)

При Академії працює ад'юнктура та Вищі академічні курси.
У структуру ГРУ також входять два науково-дослідних інститути, розташовані в Москві, відомі як 6-й і 18-й «Центральні науково-дослідні інститути».

## Військові частини і з'єднання спеціального призначення (СП) ГРУ

### Окремі роти
«орСП» — окремі роти спецпризначенців, спецпризначенці на момент розпаду СРСР (у документах рос. орСпН через заборону використання української мови в армії СРСР):
| №   | Дислокація                      | Підпорядкування                         | Дата формування |
| --- | ------------------------------- | --------------------------------------- | --------------- |
| 75  | Ньїредьгаза                     | Південно-західний військовий округ (ВО) |                 |
| 77  | Житомир                         | 8 ТА, Прикарпатський ВО                 |                 |
| 78  | Сімферополь                     | 32 АК, Одеський ВО                      |                 |
| 92  | Шекон                           | СГВ                                     |                 |
| 124 | Капчагай                        | САВО                                    |                 |
| 227 | ?                               | СКВО                                    |                 |
| 344 | Уссурійськ                      | 5 ОА, Далекосхідний ВО                  |                 |
| 459 | Чирчик                          | 40 ОА, ТуркВО                           |                 |
| 462 | Виборг-7 (с. Гвардійський)      | 30 АК, Ленінградський ВО                |                 |
| 525 | Киргизстан                      | ?                                       |                 |
| 527 | Равенсбрюк                      | 2 ТА, ГРВН                              |                 |
| 571 | Єлізово                         | 25 АК, Далекосхідний ВО                 |                 |
| 602 | Дрезден                         | 1 ТА, ГРВН                              |                 |
| 670 | Богданеч                        | ЦГВ                                     |                 |
| 771 | Комсомольськ                    | 43 АК, Далекосхідний ВО                 |                 |
| 775 | ?                               | ?                                       |                 |
| 779 | Чарбах                          | 7 ОА, Закавказький ВО                   |                 |
| 792 | Дессау, Кохштедт                | 3 ОА, ГРВН                              |                 |
| 793 | ?                               | 20 ОА, ГРВН                             |                 |
| 794 | Нора                            | 8 ОА, ГРВН                              |                 |
| 800 | Баку                            | 4 ОА, Закавказький ВО                   |                 |
| 806 | Смоленськ                       | Московський ВО                          |                 |
| 807 | Петрозаводськ                   | 6 ОА, Ленінградський ВО                 |                 |
| 808 | Куйбишев                        | Приволзький ВО                          |                 |
| 818 | Тирасполь                       | 14 ОА, Одеський ВО                      |                 |
| 822 | Свердловськ (нині Єкатеринбург) | Уральський ВО                           |                 |
| 827 | Білогорськ                      | 35 ОА, Далекосхідний ВО                 |                 |
| 876 | Орджонікідзе                    | 42 АК, Північно-Кавказький ВО           |                 |
| 877 | Мандал-Гобі                     | 51 ОА, Далекосхідний ВО                 |                 |
| 899 | Ведмежі озера                   | ПДВ                                     |                 |
| ?   | Новочеркаськ                    | СКВО                                    |                 |
| ?   | Гродно                          | 28 ОА, Білоруський ВО                   |                 |
| ?   | Чернігів                        | 1 ОА, Київський ВО                      |                 |
| ?   | Івано-Франківськ                | 38 ОА, Прикарпатський ВО                |                 |

### Окремі загони спецпризначенців
«ОбрСП» — окрема бригада спецпризначенців, спецпризначенці на момент розпаду СРСР (у документах рос. ОО СпН, ОбрСпН через заборону використання української мови в армії СРСР):
| №   | Дислокація                                         | Дата формування   |
| --- | -------------------------------------------------- | ----------------- |
| 33  | Ботлих, 12 окрема бригада спецпризначенців (ОбрСП) |                   |
| 61  | ?                                                  |                   |
| 70  | Печори, 2 окрема бригада спецпризначенців          |                   |
| 108 | 22 окрема бригада спецпризначенців                 |                   |
| 114 | ?                                                  |                   |
| 154 | Чирчик, 15 окрема бригада спецпризначенців         |                   |
| 173 | Лагодехі, 12 окрема бригада спецпризначенців       |                   |
| 177 | Капчагай, 22 окрема бригада спецпризначенців       |                   |
| 186 | Ізяслав, 8 окрема бригада спецпризначенців         |                   |
| 281 | 24 окрема бригада спецпризначенців                 |                   |
| 282 | Хабаровськ 14 окрема бригада спецпризначенців      |                   |
| 294 | Бєлогорськ, 14 окрема бригада спецпризначенців     |                   |
| 305 | ?                                                  |                   |
| 308 | 14 окрема бригада спецпризначенців                 |                   |
| 325 | Феодосія-13, 10 окрема бригада спецпризначенців    |                   |
| 329 | Промєжици, 2 окрема бригада спецпризначенців       |                   |
| 330 | Рига, 4 окрема бригада спецпризначенців            | 1 січня 1990 року |
| 334 | Мар'їна Горка, 5 окрема бригада спецпризначенців   |                   |
| 370 | Чучково, 16 окрема бригада спецпризначенців        |                   |
| 379 | 16 окрема бригада спецпризначенців                 |                   |
| 411 | Фарахруд, 22 окрема бригада спецпризначенців       |                   |
| 501 | 3 окрема бригада спецпризначенців                  |                   |
| 503 | 3 окрема бригада спецпризначенців                  |                   |
| 509 | 3 окрема бригада спецпризначенців                  |                   |
| 512 | 3 окрема бригада спецпризначенців                  |                   |
| 641 | 67 окрема бригада спецпризначенців                 |                   |
| 664 | 16 окрема бригада спецпризначенців                 |                   |
| 668 | Кіровоград, 9 окрема бригада спецпризначенців      |                   |
| 669 | 16 окрема бригада спецпризначенців                 |                   |
| 691 | 67 окрема бригада спецпризначенців                 |                   |
| 700 | Печори, 2 окрема бригада спецпризначенців          |                   |

### Окремі бригади спецпризначенців
«ОбрСП» — окремі бригади спецпризначенців, спецпризначенці на момент розпаду СРСР (у документах рос. ОБрСпН через заборону використання української мови в армії СРСР):
| №  | Дислокація        | Підпорядкування     | Дата формування      |
| -- | ----------------- | ------------------- | -------------------- |
| 2  | Промєжици         | Ленінградський ВО   | 17 вересня 1962 року |
| 3  | Нейтімен          | ГРВН                | 1966 р.              |
| 4  | Вільянді          | Прибалтійський ВО   | 1962 р.              |
| 5  | Мар'їна гірка     | БВО                 | 1 січня 1963 р.      |
| 8  | Ізяслав           | ПрикВО              | 1 січня 1963 р.      |
| 9  | Кіровоград        | Київський ВО        | 30 грудня 1962 р.    |
| 10 | Старий Крим       | Одеський ВО         | 1 січня 1963 р.      |
| 12 | Лагодехі          | ЗакВО               | 1962 р.              |
| 14 | Уссурійськ        | Далекосхідний ВО    | 1 грудня 1963        |
| 15 | Чирчик            | ТуркВО              | 1 січня 1963         |
| 16 | Чучково           | Московський ВО      | 1 січня 1963         |
| 17 | Очаків            | Чорноморський флот  | 1968 р.              |
| 22 | Капчагай          | САВО                | 24 липня 1976 р.     |
| 24 | Кяхта             | Забайкальський ВО   | 1 листопада 1977 р.  |
| 67 | Бердськ           | Сибірський ВО       | 1984 р.              |
| 42 | острів Російський | Тихоокеанський флот | 1955 р.              |

### МРП спецприз ВМФ СРСР
«МП СП», «ЗМП СП» — морська піхота спецпризу, загін морпеху спецпризу, спецпризначенці морської піхоти ВМФ СРСР (у документах рос. МРП СпН, ОМРП СпН, ОБрСпН, УО ВМФ через заборону використання української мови в армії СРСР):
| №   | Дислокація                     | Підпорядкування     | Дата формування     |
| --- | ------------------------------ | ------------------- | ------------------- |
| 8   | Баку, п. 9-а                   | Каспійський флот    | 1969 рік            |
| 17  | о. Первомайський               | Чорноморський флот  | 4 листопада 1953 р. |
| 42  | о. Російський, бухта Н. Джигіт | Тихоокеанський флот | 1955 р.             |
| 420 | Кольська губа                  | Північний флот      | 1985 р.             |
| 457 | ?                              | РУ ВМФ              | ?                   |
| 561 | с. Парусне                     | Балтійський флот    | 30 грудня 1954 р.   |
| 316 | м. Київ, о. Рибальський        | ВМФ                 | ?                   |

### Частини і з'єднання ГРУ у теперішній час
За різними джерелами чисельність частин і з'єднань спецпризначенців ГРУ Росії в даний момент складає від 6 000 до 15 000 військовослужбовців. Крім частин і з'єднань спезпризу в підпорядкуванні ГРУ перебувають додатково і війська загального призначення чисельністю близько 25 000 осіб.
У даний час спецприз ГРУ складається з восьми окремих бригад спеціального призначення та кількох морських развідпунктів ВМФ загальною чисельністю ще до 10 тисяч військовослужбовців.
Бригади спецпризу ГРУ ГШ:

- 2-а окрема бригада спеціального призначення — Західний військовий округ. 2-а бригада спеціального призначення сформована на підставі директив Генерального штабу Збройних Сил СРСР і командувача військами Ленінградського військового округу в період з 17 вересня 1962 до березня 1963 року.
- 3-тя окрема гвардійська бригада спеціального призначення — Центральний військовий округ. Сформована в 1966 р. директивою Головнокомандувача Групою Радянських військ у Німеччині на фондах 26-го окремого батальйону спеціального призначення в гарнізоні Вердер за участю кадрів 27-го окремого батальйону спеціального призначення Північної групи військ, 48-го і 166-го окремого розвідувального батальйону.
- 10-та окрема бригада спеціального призначення — Південний військовий округ. Знову була сформована в СКВО (ЮВО) у травні 2003 року.
- 14-та окрема бригада спеціального призначення — Східний військовий округ. Дата народження — 1 грудня 1963 р.. Понад 200 офіцерів, сержантів і солдат брали участь у бойових діях в Афганістані в складі загонів спеціального призначення. Загинули 12 офіцерів, 36 сержантів і солдатів. З січня до квітня 1995 р. зведений загін спеціального призначення брав участь у «наведенні конституційного порядку» в Чечні.
- 16-та окрема бригада спеціального призначення — Західний військовий округ. Дата народження — 1 січня 1963 р., Московський військовий округ. У 1972 р. бригада виконувала урядове завдання з ліквідації пожеж на території Московської, Рязанської, Володимирської та Горьківської областей. За виконання цього завдання нагороджена Почесною грамотою Президії Верховної Ради РРФСР.
- 22-га окрема гвардійська бригада спеціального призначення — Південний військовий округ. Була сформована 21 липня 1976 р. наказом командувача Середньоазіатським військовим округом у м. Капчагай Казахської РСР. У березні 1985 р. з'єднання було передислоковано в м. Лашкаргах Республіки Афганістан та брало участь в афганській війні. Єдине військове формування, що отримало гвардійське найменування після німецько-радянської війни. У 1989—1992 рр. з'єднання дислокувалося в Азербайджані. У червні 1992 р. з'єднання було передислоковано на територію Російської Федерації і включено до складу військ Червонопрапорного Північно-Кавказького військового округу. З листопада 1992 р. до серпня 1994 р. оперативна група з'єднання мала участь у підтримці режиму надзвичайного стану і роз'єднання сторін в осетино-інгушському міжнаціональному конфлікті. З 1 грудня 1994 р. оперативна група з'єднання брала участь у бойових діях на території Чеченської Республіки.
- 24-та окрема бригада спеціального призначення — Центральний військовий округ. Сформована 1 листопада 1977 р. на базі 18-ї окремої роти спеціального призначення.
- 346-та окрема бригада спеціального призначення — Південний військовий округ (м. Прохладний, Кабардино-Балкарія).

Полки спецпризу ГРУ ГШ:

- 25-й окремий полк спеціального призначення (РФ) — Південний військовий округ (м. Ставрополь).

## Радянський інформаційний супутник
Радянський інформаційний супутник (Радінформсупутник), ЗАТ «Радінформсупутник» (рос. Совинформспутник від рос. советский информационный спутник) засноване в 1991 р.. Чисельність 107 осіб. «Радінформсупутник» — організація Головного розвідувального управління ГШ, у завдання яких входить користолюбна продаж не-секретних знімків, зроблених супутниками ГРУ. Не секретність визначається самим же ГРУ і гроші за вказану продаж отримує також ГРУ. Це здобуло популярність у квітні 2000 р., коли американські журналісти виявили серед розповсюджуваних «Радінформсупутник» знімків фотографії надсекретної військової бази США, відомої під назвою «Area 51».

## Відзнаки

емблема ГРУ, військова розвідка російської армії
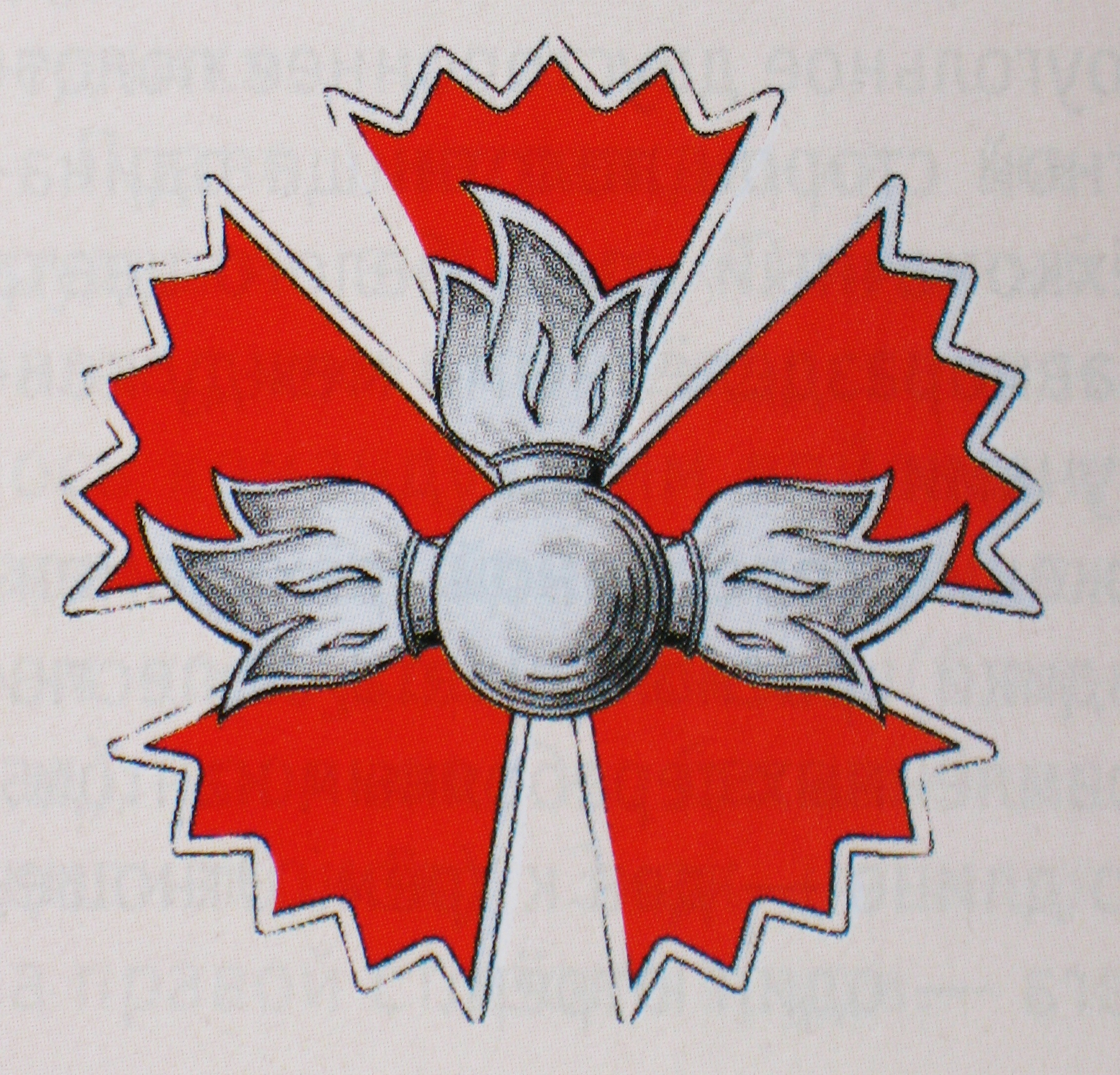
Мала емблема ГРУ ГШ, від 1997 року
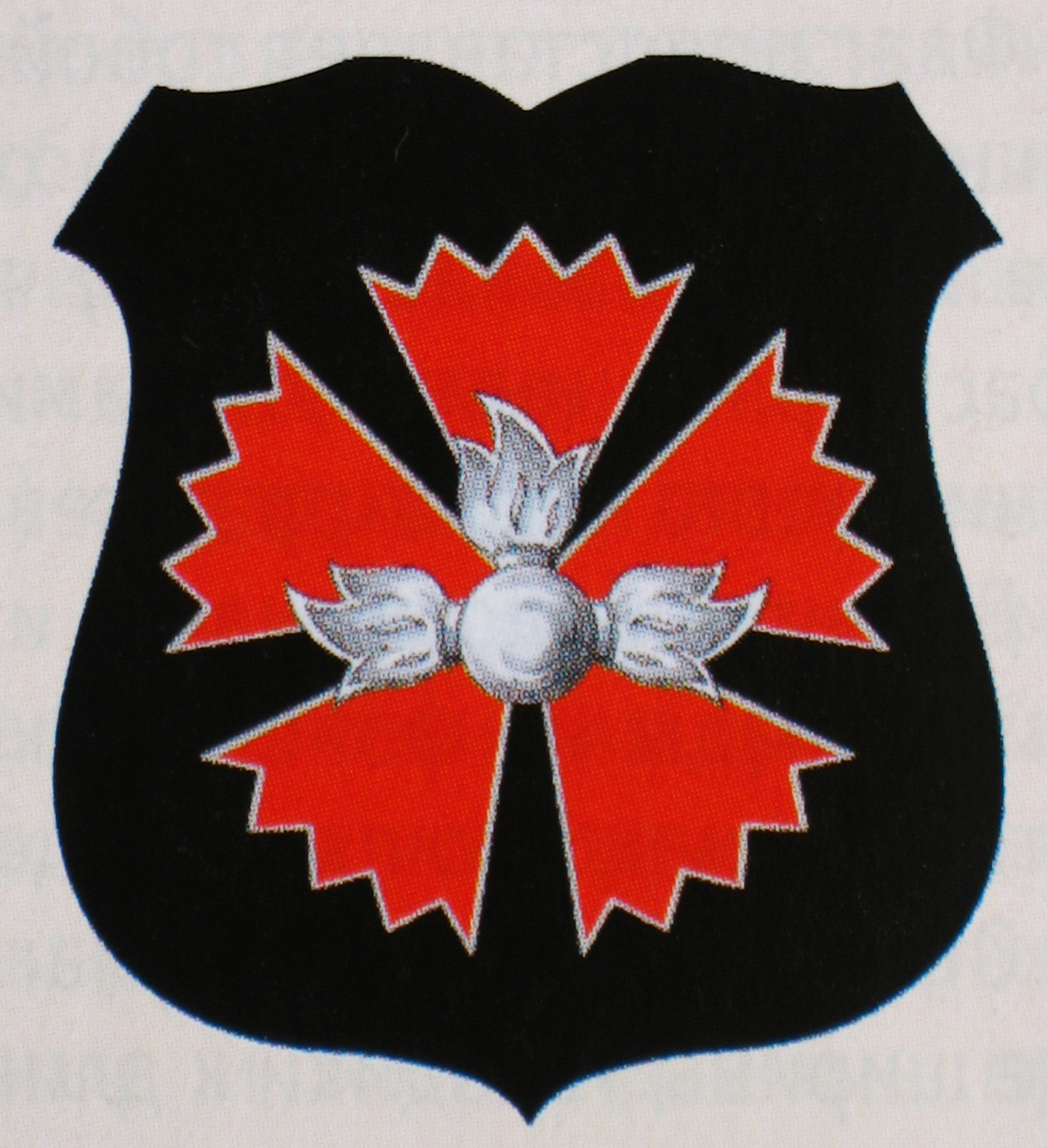
Середня емблема (нагрудний знак військовослужбовців)
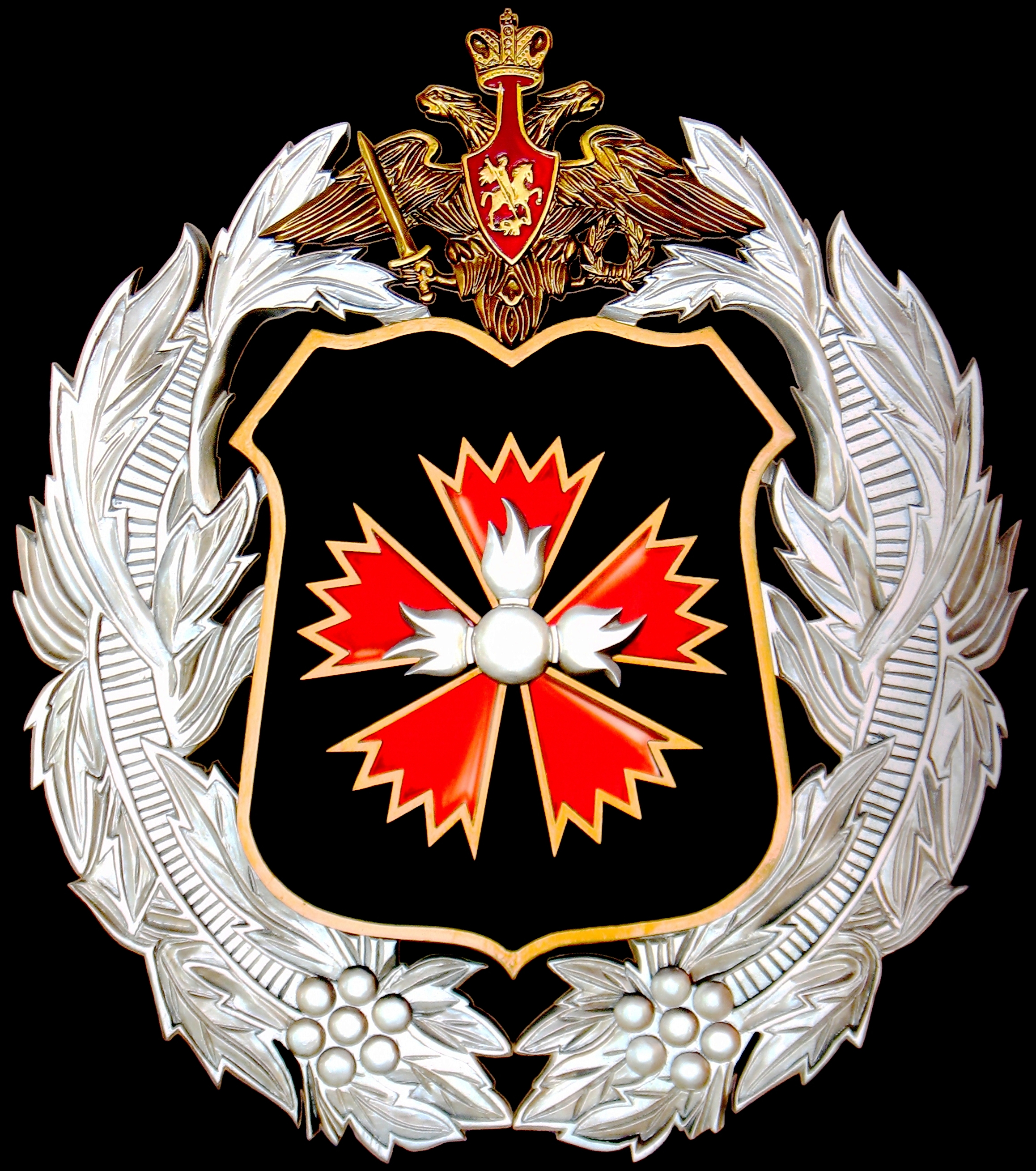
Велика емблема (нагрудний знак офіцерів)
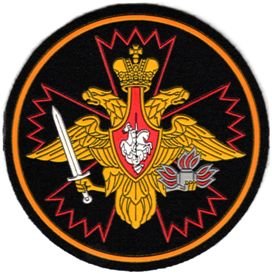
Нарукавний знак ГРУ
Велика емблема Новосибірської філії (НВВКУ)

## Нагороди

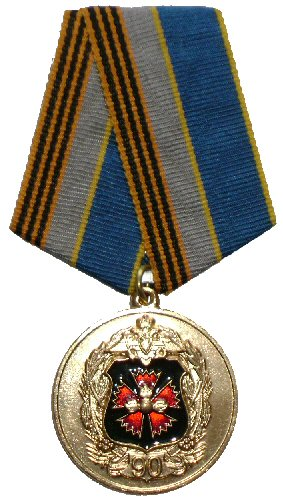
Пам'ятна медаль «90 років військовій розвідці» Міністерства оборони Російської Федерації (Міноборони Росії), 2008 р. (ГРУ)
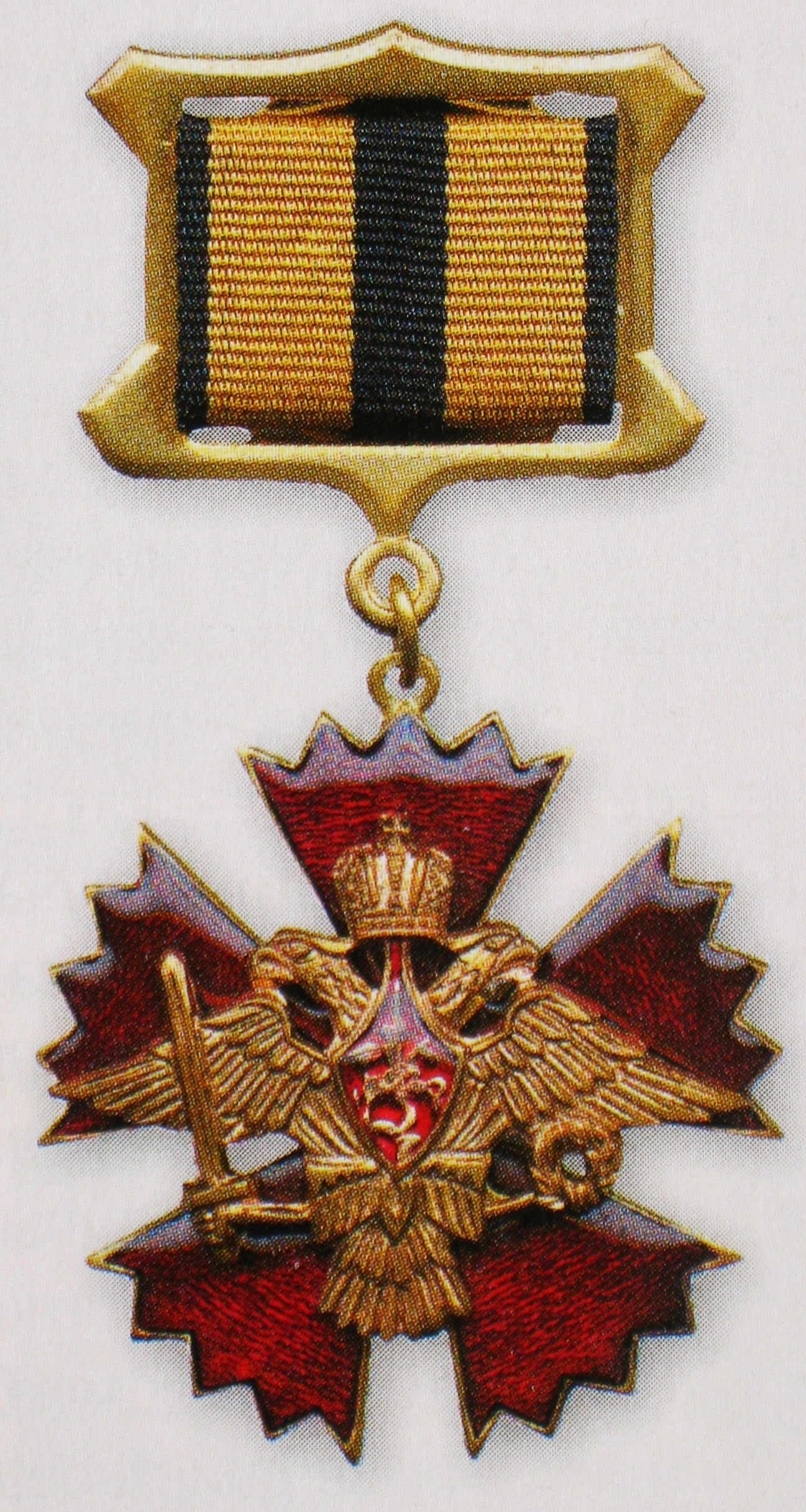
За службу у військовій розвідці (ГРУ)
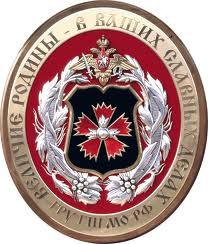
Ювілейний знак ГРУ